# ヨン・ビョルケングレン
- ジョン・ビョルケングレン

ヨン・グンナー・ビョルケングレン（John Gunnar Björkengren, 1998年12月9日 - ）は、スウェーデン・ハッランド県ファルケンベリ出身のサッカー選手。デンマーク・スーペルリーガ・ラナースFC所属。ポジションはMF。

## クラブ経歴
2012年にファルケンベリFFのユースアカデミーに入所。2017年にトップチームに昇格。同年5月21日のスーペルエッタン (2部リーグ)のダルクルドFF戦でプロデビュー。8月27日のIFブロマポイカルナ戦ではプロ初ゴールを記録。翌2018年シーズンは25試合5ゴールを記録し、リーグ2位でアルスヴェンスカン (1部リーグ)昇格に貢献。以降チームの中心選手に成長した。
2020年10月4日、USレッチェと契約。2021年2月9日のブレシア・カルチョ戦で移籍後初ゴールを決めた。
2023年1月18日、ブレシア・カルチョに期限付き移籍。
2023年8月7日、ラナースFCに移籍。

## 代表歴
2017年から3年間、ユース世代のスウェーデン代表でプレーした。